# Карапузик одноколірний
Карапузик одноколірний (Hister unicolor) — вид жуків родини карапузиків (Histeridae).

## Поширення
Вид поширений в Європі, на Кавказі, у Сибіру та Монголії. Живе під падлом, у фекаліях великої рогатої худоби, під гниючими рослинами, в добривах, грибах і на текучому соку дерев.

## Опис
Довжина тіла 5-8 мм. Коричневі вусики з червоною булавою. І внутрішня, і зовнішня борозни переднеспинки вкорочені. Епіплевра переднеспинки безволоса. Кришки заокруглені і злегка зазубрені перед верхівкою. Дорсальні борозенки пунктировані, а четверта і парамуральна борозенки вкорочені біля основи. Внутрішня субакроміальна борозна зазвичай досягає половини довжини покривів, а зовнішня вкорочена. Пігідій і пропігідій позначені тонкими і грубими точками.